# Palomera
Palomera é um município da Espanha, na província de Cuenca, comunidade autônoma de Castela-Mancha. Tem 50,07 km² de área e em 2021 tinha 157 habitantes (densidade: 3,1 hab./km²). Limita com os municípios de Cuenca e Buenache de la Sierra.